# Palacio de la Orangerie
El Palacio Orangerie (en alemán: Orangerieschloss) es un palacio localizado en el parque de Sanssouci, en la ciudad de Potsdam, Alemania. Su construcción se llevó a cabo entre 1851 y 1864 por encargo de Federico Guillermo IV. Lo trabajaron los arquitectos Friedrich Ludwig Persius, Friedrich August Stüler y Ludwig Ferdinand Hesse con base en los planos del monarca. En 1990, la Organización de las Naciones Unidas para la Educación, la Ciencia y la Cultura lo declaró Patrimonio de la Humanidad como parte de los Palacios y parques de Potsdam y Berlín.
Con el palacio se reprodujeron modelos italianos, como la Villa Médici de Roma, a gran escala. De acuerdo con Mínguez y Rodríguez (2006) los elementos más significativos son sus dos torres simétricas, la extensión de las alas laterales y el pórtico renacentista. Según Fraser (1996), la fachada sur tiene 330 metros de longitud y cuenta con columnatas arqueadas. Estas características lo asemejan también a construcciones como la Villa Doria Pamphilj, ubicada en la capital italiana.
El complejo del palacio tiene tres pisos y entre ellos se encuentra la sala Raffael, que cuenta con una colección de cincuenta copias de las obras del pintor italiano Rafael Sanzio, como la Madonna Sixtina y La transfiguración, y un tragaluz diseñado por el propio Federico Guillermo.